# Mitsutoshi Watada
Mitsutoshi Watada (jap. 和多田 充寿 Watada Mitsutoshi; ur. 26 marca 1976) – japoński piłkarz występujący na pozycji napastnika.

## Kariera klubowa
Od 1998 do 2008 roku występował w klubach Vissel Kobe, JEF United Ichihara, Banditonce Kobe, FC Gifu i FC Kariya.